# The Pampered Chef
The Pampered Chef ist ein 1980 gegründetes Direktvertriebs- bzw. Multi-Level-Marketing-Unternehmen, welches Küchenartikel vertreibt. Seit dem Jahr 2002 gehört es zur Unternehmensgruppe Berkshire Hathaway, deren Mehrheitseigner der US-Großinvestor Warren Buffett ist.

## Geschichte
Die Hausfrau Doris Christopher gründete das Unternehmen The Pampered Chef im Jahr 1980 in Addison, unweit der Metropole Chicago im US-Bundesstaat Illinois. Um Geld zu verdienen, ohne das Haus und ihre zwei kleinen Kinder verlassen zu müssen, veranstaltete sie Kochshows für Freunde und Bekannte, in denen sie Küchenhelfer vorstellte und Kochtipps gab. Ihr Konzept ging auf und im Laufe der Zeit wurden mehr und mehr Menschen Teil von The Pampered Chef. Zwischen 1995 und 2001 wuchsen die Betriebseinnahmen verglichen mit den 49 % der übrigen Industrie um 232 %. Im Jahr 2002 kaufte Warren Buffett The Pampered Chef für 1 Milliarde US-Dollar und integrierte es in seine Berkshire Hathaway Unternehmensgruppe.
Das Unternehmen expandierte 1996 nach Kanada, 1999 nach Großbritannien, 2000 nach Deutschland, 2019 nach Österreich und 2020 nach Frankreich.
Heute ist das Unternehmen auch außerhalb der USA in vielen Ländern vertreten. Vor allem in Großbritannien, Deutschland, Kanada und in Mexiko finden die Artikel sowohl im Hobby-, als auch im professionellen Bereich Anklang. In Großbritannien feierte man im Jahr 2009 die erste erfolgreiche Dekade und zog in eine größere Geschäftsstelle um. Zusätzlich wurden 500.000 Pfund Sterling sowie die Einnahmen, die mit speziellen Produkten erzielt wurden, an die Krebsforschung gespendet. Zum 1. Januar 2016 wurde die britische Geschäftsstelle allerdings schon wieder geschlossen.